# よなご映像フェスティバル
よなご映像フェスティバル（よなごえいぞうフェスティバル）は、鳥取県米子市内の施設を会場として行われる映画祭。
地元の映画上映団体「BREATH」が企画・運営する。
映画だけでなく、一般公募の映像作品（10分以内）も上映される。応募条件は、「山陰在住もしくは出身者、または山陰に関心のある方」である。
米子市で、2008年から毎年開催されている。国内外の作品の上映や、製作者・出演者の舞台挨拶やトークショー等が行われる。